# Charles Banner
Charles Edward Raymond Banner, baron Banner (né le 3 juin 1980) est un avocat britannique et pair à vie. Il est nommé membre de la Chambre des lords en 2024.

## Jeunesse et carrière
Banner est né le 3 juin 1980 à Birmingham d'Edward Raymond Banner et de Rachel Macfarlane, et grandit près de Barnt Green, dans la banlieue de Birmingham. Il fait ses études à la King Edward's School de Birmingham et étudie les classiques (Literae Humaniores) au Lincoln College d'Oxford, où il obtient son diplôme en 2002. Il obtient ensuite un diplôme de troisième cycle en droit à la City University de Londres, et est diplômé du King's College de Londres en 2004 après avoir étudié le droit européen.
Banner est admis au barreau d'Angleterre et du Pays de Galles en 2004 au Lincoln's Inn et au barreau d'Irlande du Nord en 2010. Avant de se lancer dans la pratique privée, il est détaché en tant qu'assistant judiciaire en 2005 auprès de Lord Nicholls of Birkenhead, Lord Rodger of Earlsferry et Lord Brown of Eaton-under-Heywood à la Chambre des lords,. Banner est nommé conseiller de la reine en 2019 à l'âge de 38 ans, il est le plus jeune avocat nommé cette année-là. Il rejoint Keating Chambers en 2020 pour créer un cabinet en droit de l'urbanisme et de l'environnement.
Il occupe des postes non exécutifs au sein du conseil d'administration de la Royal Institution of Chartered Surveyors (2018-2023), du Joint Nature Conservation Committee (2017-2024 ; notamment en tant que vice-président, 2021-2023 ; et président par intérim, 2023-2024) et de l'Agence des droits fondamentaux de l'Union européenne (2017-2020). 

## Carrière politique
Nommé par le Premier ministre Rishi Sunak, Banner est créé pair à vie le 6 mars 2024 en tant que baron Banner, de Barnt Green dans le comté de Worcestershire. Il est présenté à la Chambre des Lords comme pair conservateur le 18 mars.
En 2024, Banner est nommé pour diriger un examen gouvernemental des projets d'infrastructure nationaux afin de rationaliser leur procédure et de réduire les contestations juridiques.